# Projekt Gemini
Projekt Gemini je drugi vesoljski program ZDA, ki se je odvijal po projektu Mercury in sočasno z razvojem programa Apollo med leti 1961 in 1966. Projekt je dobil ime po latinskem poimenovanju ozvezdja Dvojčka, ki je prispodoba za dvočlansko posadko odprave.
Cilj projekta Gemini je bil razvoj metod za podporo programu Apollo, ki je bil program za človeško odpravo na Luno, kamor sodijo razvoj tehnik za srečanje in spajanje z drugim vesoljskim vozilom v orbiti, razvoj vesoljskega sprehoda in ustvarjanje pogojev za odprave s trajanjem do 14 dni. S tem je projekt dosegel in presegel napredek sovjetskega vesoljskega programa v zgodnjih letih vesoljske tekme, obenem pa je z razvojem podpornih tehnik omogočil osredotočenje programa Apollo na lunarne odprave.
Vse odprave projekta Gemini so bile izvedene iz izstrelišča na Cape Canaveralu, v njem pa so sodelovali astronavti iz projekta Mercury, kot tudi novi astronavti. Gemini je bil tudi prvi program, ki je bil voden iz takrat novega centra za nadzor vesoljskih poletov v Houstonu.

## Vesoljsko vozilo Gemini
Vesoljsko vozilo programa Gemini je zasnovalo in izdelalo podjetje McDonnell, ki je izdelalo že vesoljsko kapsulo za projekt Mercury. Pri načrtovanju so veliko vlogo imeli astronavti, ki so v zasnovo vnesli svoje izkušnje iz letal. Celotno vozilo je imelo dolžino 5,61 m, širino 3 m in maso 3220 - 3790 kg. Zaradi zahtev samega projekta vesoljsko vozilo Gemini sestavljata dve glavni komponenti:

### Vesoljska kapsula Gemini
Vesoljska kapsula Gemini (angl. Reentry Module) je v osnovi povečana kapsula iz projekta Mercury. Za razliko od kapsule Mercury so sistemi in oprema lažje dostopni in zasnovani modularno, kar je olajšalo popravila. Osnova kapsule je bila zgrajena iz titana, zunanji sloj iz krom-nikljeve zlitine René 41, notranji deli v kabini pa iz aluminija. Na spodnjem delu je bil nameščen ablacijski toplotni ščit na osnovi posebnih silikonov, ki je s kontroliranim odgorevanjem ščitil modul pred toploto ob vstopu v atmosfero. 
Za razliko od vesoljske kapsule Mercury, kjer poti leta skozi atmosfero po koncu zaviranja ni bilo možno spremeniti, je imela zaradi postavitve opreme kapsula Gemini težišče izmaknjeno iz vzdolžne osi, kar je pod vplivom aerodinamičnih sil povzročilo nagib kapsule okoli prečne osi, ki je bil odvisen od trenutne hitrosti. S tem je nastala majhna sila vzgona, ki je omogočila spremembo hitrosti spuščanja skozi atmosfero in popravke smeri z načrtnim nagibanjem kapsule okoli vzdolžne osi. Na ta način je bilo možno podaljšati doseg do 800 km in spremeniti odklon od poti do 60 km levo ali desno. 
Kapsula ima premer 2,24 m (v spodnjem delu), višino 3,44 m in je sestavljena iz več odsekov.

#### Kabina za posadko
Kabina za dvočlansko posadko je v najširšem delu kapsule in ima prostornine 2,55 m3. Vozilo ni imelo reševalnega stolpa, temveč sta člana posadke sedela na katapultnih sedežih. Dostop do vsakega sedeža je bil možen skozi vrata za vsakega člana posadke posebej, vsaka vrata so imela tudi okno za opazovanje v smeri naprej. Okoli izbire reševalne metode je bilo veliko polemik. Zagovorniki katapultnih sedežev so trdili, da ukinitev ubežnega stolpa prinaša prihranke teže, in da hipergolično gorivo rakete Titan II ob morebitni eksploziji rakete ustvari dokaj majhno ognjeno kroglo. Nasprotniki pa so menili, da bi bilo po izstrelitvi zelo malo časa za varno reševanje s katapultnimi sedeži, razen tega bi imel vžig katapultnih sedežev v kabini, ki je bila napolnjena s čistim kisikom, verjetno usodne posledice za posadko.
Nadzorna plošča je bila v primerjavi s tisto v kapsuli Mercury precej razširjena. Dodan je bil umetni horizont, podoben tistemu v letalih, le da je kazal še položaj glede na navpično os vrtenja. Posadka je imela na voljo krmilno palico za rotacijo vozila okoli vseh treh osi in dodatno krmilno palico za krmiljenje translatornih (premih) premikov v vseh smereh, ki sta se kasneje v nekoliko spremenjeni obliki uporabljali tudi v programu Apollo.
- Nadzorna plošča kapsule Gemini
- Razpored opreme
- Navigacijski računalnik

Za podporo operacijam srečevanja in spajanja v orbiti je modul v prednjem delu imel vgrajen radar. Za podporo vsem manevrom je kot prvo vesoljko vozilo imel vgrajen tudi IBM-ov digitalni računalnik z imenom Gemini Guidance computer. Slednji je služil kot podpora navigacijskemu računalniku v raketi nosilki med vzletom, za izračun orbitalnih manevrov in manevra srečevanja z drugim vozilom, ter vodenju vozila med vstopom v atmosfero. Njegova frekvenca je bila 7,134 kHz in je imel feritni pomnilnik s kapaciteto 4096 39-bitnih besed. Računalnik je lahko operacije premika podatkov, seštevanja in odštevanja izvedel v enem ciklu, za množenje je porabil 3 cikle, za deljenje pa 6 ciklov. Za komunikacijo med računalnikom in posadko je bila uporabljena številčna tipkovnica z dodanimi tipkami za vnos podatkov in elektromehanski prikazovalnik, ki je omogočal branje vrednosti. Temu je bil dodan tudi prikazovalnik hitrosti ΔV po vseh treh oseh, ki je posadki kazal, kolikšno spremembo hitrosti po posamezni osi je potrebno doseči za želeno spremembo parametrov orbite. Podatke je lahko posadka vnašala ročno, ali pa so bili poslani z zemlje po podatkovni zvezi. Računalnik je hkrati lahko izvajal le en program, ostali so bili naloženi na magnetnem traku in jih je bilo potrebno pred uporabo naložiti v računalnik.

#### Sekcija krmilnih potisnikov
Sekcija krmilnih potisnikov, ki so skrbeli za manevriranje vesoljske kapsule med vstopom v atmosfero po vseh treh oseh, se je nahajala tik pred delom s kabino za posadko. V njej je bilo 16 potisnikov s potisno silo 110 N, ki jih je poganjala hipergolična zmes dušikovega tetroksida (N2O4) in monometilhidrazina ter pripadajoči rezervoarji goriva.

#### Sekcija za združevanje in pristanek
Ta sekcija se je nahajala na sprednjem delu kapsule in je vsebovala radar, sistem za spajanje in padala za pristanek. Pred izvlekom glavnega padala so se sprožili eksplozivni zatiči in sekcijo ločili od preostanka kapsule. Sistem za spajanje je vseboval tri zatiče za namen spajanja in električno povezavo z vozilom brez posadke Agena in ni nudil možnosti prehoda med spojenima voziloma.
Tekom razvoja so razmišljali tudi o možnosti pristanka na kopnem, kjer bi namesto padala uporabili Rogallovo krilo, vendar je bila ta rešitev prekomplicirana, zato je bila izbrana možnost pristanka na vodi.

### Adapterski modul
Adapterski modul (angl. Adapter Module) je glavni del, v katerem se je vozilo Gemini razlikovalo od vozila Mercury. Ta del je v obliki prisekanega stožca dolžine 2,29 m in največjim premerom 3,05 m. Služi za povezavo celotnega vozila z raketo nosilko in za namestitev opreme in sistemov za daljše vesoljske odprave. Sestavljen je iz dveh delov:

#### Zaviralni del
Zaviralni del (angl. Retro Module) se nahaja tik pod kapsulo s posadko in vsebuje sklop s štirimi zaviralnimi motorji na trdo gorivo s potiskom 11,12 kN, od katerih vsak gori 5 sekund. Med zaviranjem so se zaviralni motorji prožili zaporedno, v primeru prekinitve vzleta bi se sprožili sočasno in oddaljili vozilo od nosilne rakete. V tem delu so bili zaradi bližine težišča vozila tudi 4 motorji s potisno silo 440 N, ki so skrbeli za translatorne premike gor, dol, levo in desno. Tik pred začetkom vstopa v atmosfero se je zaviralni del ločil od kapsule s posadko. 

#### Opremni del
Opremni del (angl. Equipment Module) je sekcija v najširšem delu adapterskega modula. Ta vsebuje sistem za podporo življenja posadke (vključno z vodo in glavno zalogo kisika), radijske zveze za komunikacijo in telemetrijo, sistem za odvajanje toplote in baterije za zagotavljanje električne energije. Slednje so bile v kasnejših daljših odpravah dopolnjene z gorivnimi celicami, ki so bile potem uporabljene tudi v programu Apollo. Opremni del je bil ob začetku vračanja na zemljo in orientaciji vozila v pravilni položaj za zagon zaviralnih motorjev odvržen.
Za manevriranje v orbiti opremni del vsebuje 12 manjših raketnih motorjev s hipergoličnim gorivom. Ti se delijo na več skupin:
- 8 motorjev s potisno silo 110 N na zadnjem delu adapterskega modula, razdeljeni so bili v pare, ki so razporejeni po obodu modula v razmaku 90°. Skrbijo za vrtenje vozila okoli vzdolžne, prečne in navpične osi vozila.
- 2 motorja s potiskom 440 N sta razmeščena po prečni osi in sta usmerjena naprej, za zaviranje gibanja naprej in pomik nazaj.
- 2 motorja s potiskom 440 N sta razmeščena po navpični osi in usmerjena nazaj, za premik v smer naprej.

Ker je vozilo Gemini proizvajalo več toplote od vozila Mercury, je bilo uporabljeno dvokrožno (za povečanje zanesljivosti) tekočinsko hlajenje, pri katerem je hladilni medij odvajal toploto iz kabine, astronavtskih oblek in opreme, toploto pa odvajal v sistem cevk pod površino adapterskega modula, kjer se je prenesla na površino in izsevala v vesolje.

## Odprave projekta Gemini
| Odprava     | Datum odprave | Poveljnik    | Pilot        | Čas izstrelitve | Trajanje odprave |
| ----------- | --- | ------------ | ------------ | --------------- | ---------------- |
| Gemini 1    | 8.-12. april 1964 | Brez posadke | Brez posadke | 16:00 UTC       | 3d 23h           |
| Gemini 1    | Prvi test vozila Gemini, vozilo namenoma uničeno ob vstopu v atmosfero. |              |              |                 |                  |
| Gemini 2    | 19. januar 1965 | Brez posadke | Brez posadke | 14:04 UTC       | 18m 16s          |
| Gemini 2    | Podorbitalni polet za testiranje toplotnega ščita |              |              |                 |                  |
| Gemini 3    | 23. marec 1965 | Grissom      | Young        | 14:24 UTC       | 4h 52m 31s       |
| Gemini 3    | Prva odprava Gemini s posadko, opravljene 3 orbite |              |              |                 |                  |
| Gemini IV   | 3.-7. junij 1965 | McDivitt     | White        | 15:16 UTC       | 4d 1h 56m 12s    |
| Gemini IV   | Prvi ameriški vesoljski sprehod, trajanje 22 minut |              |              |                 |                  |
| Gemini V    | 21.-29. avgust 1965 | Cooper       | Conrad       | 14:00 UTC       | 7d 22h 55m 14s   |
| Gemini V    | Prva odprava s trajanjem en teden, prva uporaba gorivnih celic, test navigacijske opreme za prihodnje odprave |              |              |                 |                  |
| Gemini VII  | 4.-18. december 1965 | Borman       | Lovell       | 19:30 UTC       | 13d 18h 35m 1s   |
| Gemini VII  | Uporabljen kot tarča za srečanje v orbiti po odpovedi brezpilotnega vozila Agena pri odpravi Gemini VI. Glavni namen odprave je bilo preverjanje odziva posadke ob daljših vesoljskih odpravah do 14 dni.                                                                |              |              |                 |                  |
| Gemini VI-A | 15.-16. december 1965 | Schirra      | Stafford     | 13:37 UTC       | 1d 1h 51m 24s    |
| Gemini VI-A | Prvo srečanje z drugim vozilom (Gemini VII) v orbiti |              |              |                 |                  |
| Gemini VIII | 16.-17. marec 1966 | Armstrong    | Scott        | 16:41 UTC       | 10h 41m 26s      |
| Gemini VIII | Prvo srečanje in spojitev z brezpilotnim vozilom Agena. Okvara potisnika na vozilu Gemini je povzročila skoraj usodno vrtenje vozila okoli vzdolžne osi, vendar je posadki uspel povratek na zemljo.                                                                     |              |              |                 |                  |
| Gemini IX-A | 3.-6. junij 1966 | Stafford     | Cernan       | 13:39 UTC       | 3d 20m 50s       |
| Gemini IX-A | Odprava prestavljena iz maja, po neuspeli izstrelitvi vozila Agena. Kot ciljno vozilo je bilo uporabljeno vozilo ATDA (podobno vozilu Agena, le brez raketnega dela), katerega nosni ščit se po vtirjenju v orbito ni ločil, zaradi česar ni bilo možno spajanje z njim. |              |              |                 |                  |
| Gemini X    | 18.-21. julij 1966 | Young        | Collins      | 22:20 UTC       | 2d 22h 46m 39s   |
| Gemini X    | Prva uporaba pogonskega motorja vozila Agena. Gemini X se je srečal tudi z vozilom Agena odprave Gemini VIII. |              |              |                 |                  |
| Gemini XI   | 12.-15. september 1966 | Conrad       | Gordon       | 14:42 UTC       | 2d 23h 17m 9s    |
| Gemini XI   | Srečanje z vozilom Agena po eni orbiti, dvig odzemlja na 1369 km z uporabo raketnega motorja vozila Agena. |              |              |                 |                  |
| Gemini XII  | 11.-15. november 1966 | Lovell       | Aldrin       | 20:46 UTC       | 3d 22h 34m 31s   |
| Gemini XII  | Zadnja odprava programa Gemini. Srečanje in spajanje z vozilom Agena, Aldrinov rekord v dolžini vesoljskega sprehoda 5h 30m. |              |              |                 |                  |